# رباط لامي اللسان-مزماري
الرباط اللاميّ اللسان-مزماري هو رباط مطاطيّ يربط السطح الأمامي للسان المزمار بالحد العلوي للعظم اللامي. وهو مهم في عملية إجراء تنظير مباشر للحنجرة باستخدام مشرط ماكينتوش الخاص بالحنجرة؛ حيث يتم وضع طرف النصل في أخدود اللسان المزماري ونقله أمامياً، وهذا يؤدي أن يسحب الرباط اللاميّ اللسان-مزماري لسان المزمار إلى الأمام أيضاً ويُظهرمزمار الحنجرة.